# Michael Zepek
Michael Zepek (Bad Friedrichshall, 19 gennaio 1981) è un ex calciatore tedesco, di ruolo difensore.

## Caratteristiche tecniche
È un difensore centrale.
Nel 2001 è stato inserito nella lista dei migliori calciatori stilata da Don Balón.